# Planaeschna naica
Planaeschna naica är en trollsländeart som beskrevs av Ishida 1994. Planaeschna naica ingår i släktet Planaeschna och familjen mosaiktrollsländor. Inga underarter finns listade i Catalogue of Life.